# 訥欽
訥欽（1844年—？），字子襄，祜雅尔氏，山海关驻防满洲正白旗人，清末官员，進士出身。

## 生平
同治六年（1867年），鄉試中舉。光緒三年（1877年），登進士，以主事分部學習籤分刑部。光緒七年，任刑部提牢。光緒八年，任刑部主事。光緒九年，任刑部堂主事、刑部員外郎。光緒十年，前往湖北查辦事件；次年，前往臺灣查辦事件。光緒十二年，任刑部郎中。光緒十六年，任吉林分巡道。光緒二十年，任駐藏幫辦大臣。光緒二十二年，署駐藏辦事大臣。

## 家庭
- 子：奎濂，光绪二十年甲午科举人。